# Susana Parisi
Susana Parisi (Buenos Aires, 30 de enero de 1953) es una artista plástica y docente de arte argentina. Su obra es mayormente pictórica, aunque también incursionó en el dibujo y el grabado.

## Biografía
Nació el 30 de enero de 1953 en la Ciudad de Buenos Aires, desde temprana edad demostró su interés por el arte y la pintura.
Estudió en las Escuelas Nacionales de Bellas Artes Manuel Belgrano, Prilidiano Pueyrredón y Ernesto De La Cárcova, obtuvo el título de Profesora Superior de Dibujo, Grabado y Pintura. 
Concurrió a los talleres de los maestros Batllle Planas, Diomede y Castagnino.

Hombre y búho - Susana Parisi

El simulacro 1 - Susana Parisi

## Trayectoria

### Pintura
Expone por primera vez sus pinturas a los 14 años (1967) en "El Viejo Retiro" junto a las escultoras Perla Echenique, Olga Ríos, Mabel Alessandro y Elba Ferrari.
Realizó 59 exposiciones individuales y 23 colectivas en Argentina, Brasil, Bolivia, Chile, Colombia, Venezuela, Estados Unidos, Francia e Italia, con el auspicio del Ministerio de Relaciones Exteriores de la Nación. 
A partir del año 1972 viajó por América y Europa, Dictó cursos y conferencias invitada por instituciones y museos.
Se perfeccionó realizando distintos cursos:  Escenografía en la Universidad del Salvador, Paisaje y etnografía en Maimará (Jujuy) Pintura Japonesa, Arte y Cultura Peruana en la Universidad de San Marco (Lima, Perú), Arte barroco portugués en la Universidad de Sao Paulo, Brasil y de perfeccionamiento en Grabado en el taller del profesor Hayter en París.
Con el correr de los años su pintura fue pasando paulatinamente de un Expresionismo con carácter surrealista al arte abstracto, sin perder su dramatismo original.
Su trabajo pictórico se fue desarrollando en series conceptuales: La batalla de los sueños, Aves Migratorias, América profunda, La montaña sagrada, Apocalípticos e integrados, Minerva, La isla de los pájaros, Centro del Cosmos, Estados alterados, entre otros.
Poseen algunas de sus obras instituciones y coleccionistas de Argentina, Perú, Colombia, Uruguay, Francia, Estados Unidos, Venezuela y Suiza.

### Docencia
Fue docente en las Cátedras de Dibujo, Grabado y Pintura de la Escuela de Bellas Artes Manuel Belgrano, recibiendo en 2002 la distinción de Maestro Ilustre.
Dirigió talleres y seminarios. 
En el año 2004, tres años después de la crisis, dirigió un proyecto de embellecimiento urbano para la realización de murales en el barrio de Barracas, junto con los pintores Elisa González y Alejo Giordano, trabajando en equipo con los alumnos de la Escuela Manuel Belgrano. 
Se pintaron 350 obras sobre 60 cortinas y paredes en las seis cuadras de la Avenida Patricios entre Villafañe y Olavarría, que es la zona con más locales comerciales, bajo la premisa de “en cada persiana, una obra de arte”.

## Críticas
A lo largo de su extensa trayectoria de artista y docente, escribieron acerca de su obra reconocidos críticos y poetas.
- "Un mundo alucinante surge de los oleos de Susana Parisi, en los que la rica textura se petrifica en un lenguaje en el que transmite una visión interior agobiante, seres torturados, pájaros míticos que pueblan en una réplica del caos original".

Análisis 1970
- "… si vieran los atractivos maduros y perturbantes óleos de Susana Parisi, joven pintora, dueña de un alucinado y dramático mundo propio".

César Magrini - El Cronista Comercial - 1975
- "Los mundos que transita y manifiesta Susana Parisi son siempre arduos. Si antes eran búhos inverosímiles, viajeros de travesías insondables que se percibían, que se compartían a partir de un color y una materia exasperados, ahora son los alucinantes y alucinados protagonistas de extrañas vigilias".

Osiris Chierico
- "Los óleos que expone Susana Parisi… divergen de tanta pintura que rehúye el tratamiento del mundo interior y sus fantasmas. La pintora se sumerge en un ámbito alucinante, poblado por extraños seres de punzante sugestión onírica, un surrealismo, qué si se adentra en lo psicológico por igual, aduce símbolos intemporales".

Romualdo Brughetti - La Nación - 1984
- "Susana Parisi es una artista que domina sus medios como puede comprobarse en la muestra de Soudán. Allí desarrolla con limpieza una imagen cuyo ritmo responde a un fuerte impulso gestual…todo tiende a afirmar un repertorio de recursos muy rico, abundan las transparencias, los empastes, las armonizaciones y resonancias del color y los refinamientos de orden formal que surgen durante el proceso mismo de su elaboración".

Aldo Galli - La Nación - 1991
- "Lo primero que llama la atención en los cuadros de Susana Parisi es su procedimiento técnico… Trabaja los colores sobre la tela como en maceración, no extrayendo el color de la paleta sino buscándolo en el cuadro. Aparece por eso una textura inesperada que exalta a los ojos del espectador tanto el color como las formas".

Eduardo Baliari. - Clarín - 1995
- "No en vano Susana Parisi frecuentó a Batlle Planas, a Diomede, a Castagnino. Del primero, rescató un orbe de misterios, una surreal ambigüedad; del segundo, una precisa certeza en el toque definido de la entidad pictórica: del tercero, una atmósfera que varía entre el     lirismo y el drama. En la conjugación de estos elementos disímiles, Parisi ha ordenado su personal estilo. La vigilia y el sueño, los susurros y las sombras, el tribunal y la vertiente apocalíptica unifican su modo de sentir la pintura y su correlativa realidad vida – mundo. No en vano cultiva el dibujo,  el grabado y la pintura. Esos géneros artísticos y concepción plástico-espiritual dieron existencia a una técnica muy elaborada que acoge alusiones que alumbran los motivos aludidos y, agudamente, los breves óleos de “Sólo tierra” de preciosa caligrafía plástica".

Arte al Día

## Artículos periodísticos
- Atelier - Revista Confirmado - Pág. 54 - 21 de octubre de 1970.
- Por las Galerías de Arte - Clarín - 22 de octubre de 1970.
- Pintora argentina expone en Galería Internacional - La República (Bogotá, Colombia) - domingo 30 de enero de 1972 - Por Amparo Pérez.
- Gran Pintora Argentina Inaugura Hoy Exposición - Periódico EL SIGLO - Pág 13 -(Bogotá, Colombia) lunes 31 de enero de 1972.
- Susana Parisi - (Galería Arthea) - Clarín - jueves 8 de mayo de 1975 - Por Osiris Chierico.
- Susana Parisi - La Prensa - sábado 23 de septiembre de 1978. - Por Aldo Galli.
- Recuerdo y Paisaje - (Susana Parisi en la Galería El Mensaje) - Clarín - sábado 12 de mayo de 1984 - Por Rosa Faccaro.
- Castagnino, sus apuntes inéditos sobre el paisaje; la figuración geométrica del uruguayo Páez Vilaró y las pinturas abstractas de Susana Parisi - La Nación - sábado 22 de junio de 1991 - Por Aldo Galli.
- Susana Parisi (Galería Soudan) - El Economista - 28 de junio de 1991 - Por Eduardo Baliari.
- Susana Parisi en la Galería El Socorro - La Nación - sábado 15 de junio de 1996 - Por Aldo Galli.